# Eleazar Albin

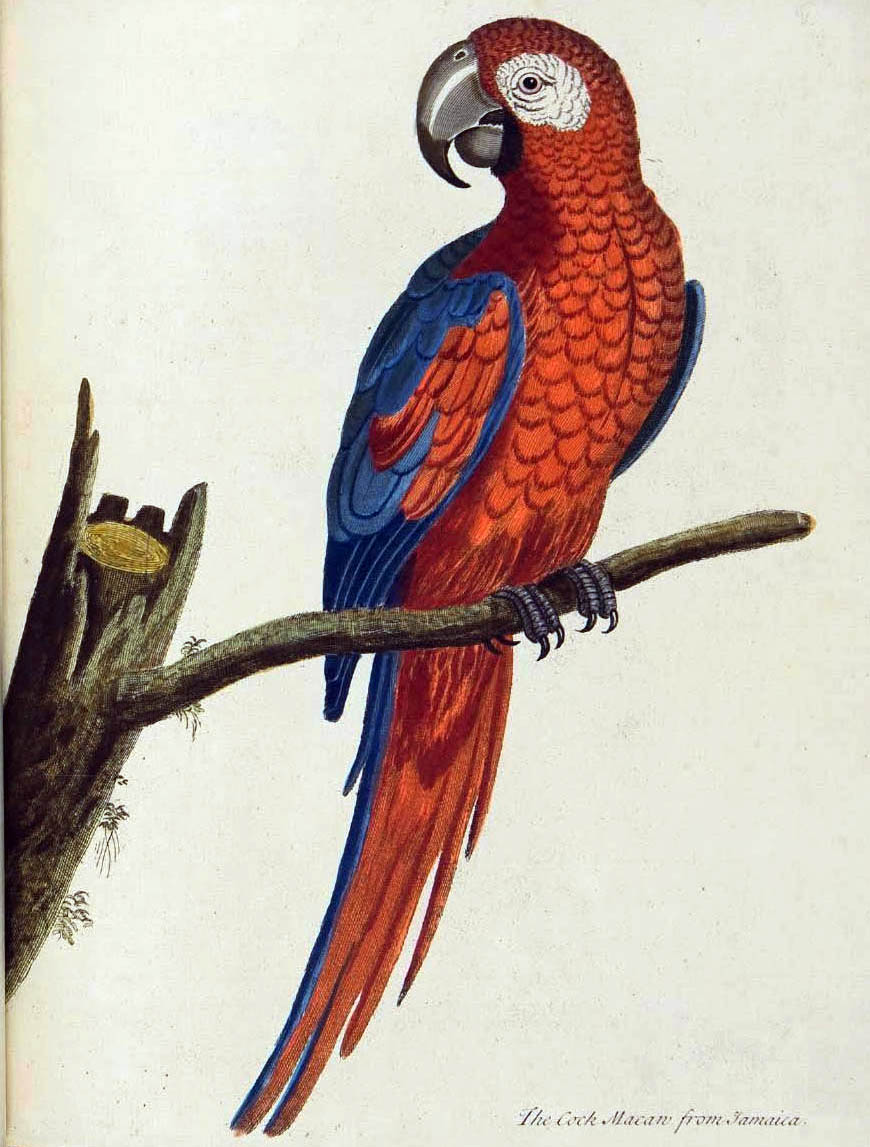
Papagei aus Jamaica („Albin’s Parrot“) aus Albins A natural history of birds

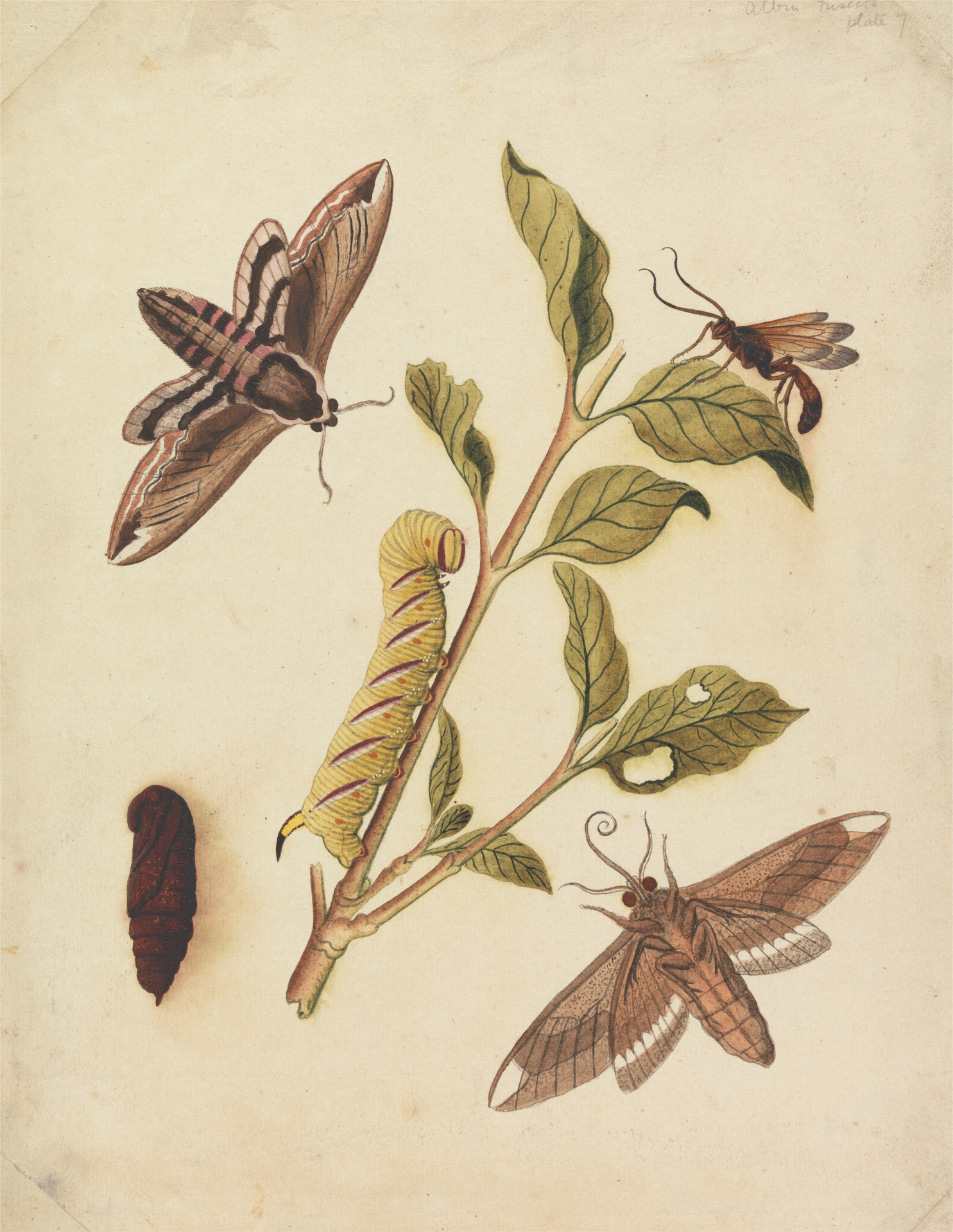
Privet Hawk Moths and Callajoppa, Aquarell von Albin 1720

Eleazar Albin (bl. um 1690 – um 1742 oder 1759) war ein britischer Naturalist und Aquarellist.

## Leben und Wirken
Albins genaue Lebensdaten sind unbekannt. Er ist bekannt für seine Aquarelle und naturgeschichtlichen Bücher über Vögel und Insekten. Albin war Zeichenlehrer in London und wurde in Naturgeschichte vom Seidenweber und Amateur-Entomologen Joseph Dandridge (1665–1747) unterrichtet, von dem er Texte in seinem Werk über Insekten verwendete.
Seine Schriften erschienen auf Subskriptionsbasis.
A natural history of birds
Albin gab im Vorwort seines Buches über Vögel als Hauptquellen die damaligen Standardwerke von Francis Willughby und John Ray an, und William Derham steuerte Anmerkungen bei. Das Buch war eines der frühesten Bücher mit genauen Darstellungen von Vögeln. Die Vorlagen hatte er aus Privatsammlungen von Aristokraten wie dem Herzog von Chandos und Sir Thomas Lowther (1699–1745), und im Vorwort rief er die Leser dazu auf, ihm weitere Exemplare vorzustellen, um diese abzuzeichnen. Behandelt wurde hauptsächlich die britische Vogelfauna. Es war populär, und es gab eine französische Übersetzung. Seine Beschreibungen waren eher oberflächlich, und als Ornithologe war er ein Amateur. Seine Tochter Elizabeth war Illustratorin und trug Abbildungen zu Albins Naturgeschichte der Vögel bei.
Bald darauf erschienen weitere illustrierte Vogelbücher, in Deutschland von Johann Leonhard Frisch (ab 1733) und in England von George Edwards (ab 1743).

## Schriften (Auswahl)
- A natural history of English insects. William and John Innys, London 1720 (Digitalisat).
  - 2. Auflage 1724 (Digitalisat) – mit Anmerkungen von William Derham.
  - Insectorum Angliae naturalis historia. William Innys, London 1731 (Digitalisat, Digitalisat).
  - 4. Auflage 1749.
- A natural history of birds. 3 Bände, London 1731–1738 (Digitalisat).
  - 2. Auflage 1738–1740.
  - Histoire naturelle des oiseaux. 3 Bände, Pierre de Hondt, Den Haag 1750 (Band 1, Band 2, Band 3).
- A natural history of spiders, and other curious insects. John Tilly, London 1736 (Digitalisat).
- A natural history of English song-birds, and such of the foreign as are usually brought over and esteemed for their singing. London 1737 (Digitalisat).
  - 2. Auflage, 1747.
  - 3. Auflage, C. Ware, London 1759 (Digitalisat).
  - 4. Auflage, Edinburgh 1776.
  - 5. Auflage, T. Lowndes and S. Bladon, London 1779.
- A supplement to the Natural history of birds. W. Innys and R. Manby, London 1740 (Digitalisat).

postum
- The history of esculent fish. London 1794 (Digitalisat).